# Pont de la Motte (Craménil)
Pour les articles homonymes, voir Pont de la Motte (homonymie).
Le pont de la Motte est un pont destiné au franchissement de la Rouvre, dans le département de l'Orne en Normandie.

## Localisation
Le pont de la Motte est situé sur la commune de Craménil.

## Histoire
Le pont de la Motte appartient à un groupe de quatre ponts à péage construits au XVIe – XVIIe siècle non loin de moulins. Le groupe comprend également le pont de Chênesecq, le pont de Raulette et le pont Neuf.
L'édifice est inscrit au titre des monuments historiques par arrêté du 31 août 1993.